# Richard von Mises
Richard šlechtic von Mises (19. dubna 1883, Lvov – 14. července 1953, Boston, USA) byl rakouský matematik a fyzik působící delší dobu v Brně, bratr ekonoma Ludwiga von Misese.

## Život
V letech 1893–1901 studoval ve Vídni na gymnáziu a od roku 1901 do ledna 1906 na technice. Své studium tak zakončil v době, kdy již byl asistentem Georga Hamela na brněnské německé technice (asistentem se stal 1. ledna 1906). Během svého brněnského pobytu získal v roce 1908 na vídeňské technice doktorát za práci Die Ermittlung der Schwungmassen im Schubkurbelgetriebe a v témže roce i postavení soukromého docenta na brněnské technice. Jako habilitační práci předložil spis Theorie der Wasserräder.
V roce 1909 byl ve věku 26 let jmenován profesorem aplikované matematiky na univerzitě ve Štrasburku. V letech 1910 a 1911 byl kandidátem na místo profesora matematiky na brněnské německé technice, v letech 1916 a 1918 pak na místo profesora mechaniky. Během první světové války sloužil v rakouském vojenském letectvu jako konstruktér, zkušební pilot a učitel.
Po skončení první světové války získal místo profesora hydrodynamiky a aerodynamiky na technice v Drážďanech. Jeho pobyt tam byl velmi krátký a již v roce 1920 se stal prvním profesorem a ředitelem nově zřízeného institutu aplikované matematiky na univerzitě v Berlíně. V roce 1921 založil časopis Zeitschrift für angewandte Mathematik und Mechanik. Nástup Adolfa Hitlera k moci jej přinutil v roce 1933 opustit berlínskou univerzitu a uchýlit se na univerzitu do Istanbulu. Když se i Turecko stalo pro německé emigranty nebezpečnou zemí, odešel v roce 1939 do Spojených států a stal se přednášejícím na Harvardu. V roce 1944 zde získal katedru aerodynamiky a aplikované matematiky.

## Matematická práce
Patří mezi nejvýznamnější odborníky na aplikovanou matematiku ve 20. století. Krátce před svou smrtí sám klasifikoval své práce do následujících oblastí: praktická analýza, diferenciální a integrální rovnice, mechanika, hydrodynamika a aerodynamika, konstrukční geometrie, teorie pravděpodobnosti, matematická statistika a filozofie.